# Ni no Kuni
Ni no Kuni (二ノ国? ordagrant Second Country, även kallat The Another World) är ett rollspel utvecklat av Level-5 och Studio Ghibli till Nintendo DS och Playstation 3. Nintendo DS-versionen, med titeln Ni no Kuni: Dominion of the Dark Djinn (二ノ国 漆黒の魔導士 Ni no Kuni: Shikkoku no Madōshi?, ordagrant Second Country: The Jet-Black Mage), gavs ut den 9 december 2010 i Japan, medan Playstation 3-versionen, med titeln Ni no Kuni: Wrath of the White Witch (二ノ国 白き聖灰の女王 Ni no Kuni: Shiroki Seihai no Joō?, ordagrant Second Country: The Queen of White Sacred Ash), gavs ut i Japan den 17 november 2011, samt en engelsk PS3-version som gavs ut den 1 februari 2013 i Europa.
Båda versionerna av spelet var kritikerrosade, med många spelkritiker som berömde spelets grafiska design och dess unika spelmekanik som kombinerar traditionella japanska RPG-strider med snabba tempostrider som i västerländska RPG-spel. Spelet vann flera "Bästa RPG"-utmärkelser, medan DS-versionen fick fler positiva recensioner än Playstation 3-versionen.
De nordamerikanska och europeiska Playstation 3-versionerna gavs ut av Namco Bandai Games och innehåller både engelska och japanska röstspår. På grund av översättningsproblem har Level-5 inga planer på att utveckla en Nintendo DS-version.
I Ni no Kuni är man en pojke som heter Oliver. Hans mamma Alicia (Allie) har dött och Oliver gråter och håller i sitt favorit-gosedjur som förvandlas och blir levande av Olivers tårar. Gosedjuret visar sig vara en fe som heter Mr Drippy. Mr Drippy övertalar Oliver att åka till en annan värld (som Mr Drippy kommer ifrån) för att rädda Olivers mamma och rädda världen från Shadar (the Dark Djinn). Det visar sig att Oliver är en trollkarl.
Man kan inte vara två stycken spelare.
Det kommer in flera karaktärer som följer med Oliver. De är fem om man räknar med Mr Drippy och Oliver. De andra heter Esther, Swaine och Marcassin. Esther gör trollformler genom att spela musik på sin harpa. Swaine är egentligen en tjuv och kan därför själa saker från varelser. Marcassin kommer in lite senare, men är också trollkarl som Oliver. Man kan inte ha alla fyra framme samtidigt, (om man räknar bort Mr Drippy) utan man måste välja bort någon, men det går inte att välja bort Oliver såklart.